# Rupes Mercator

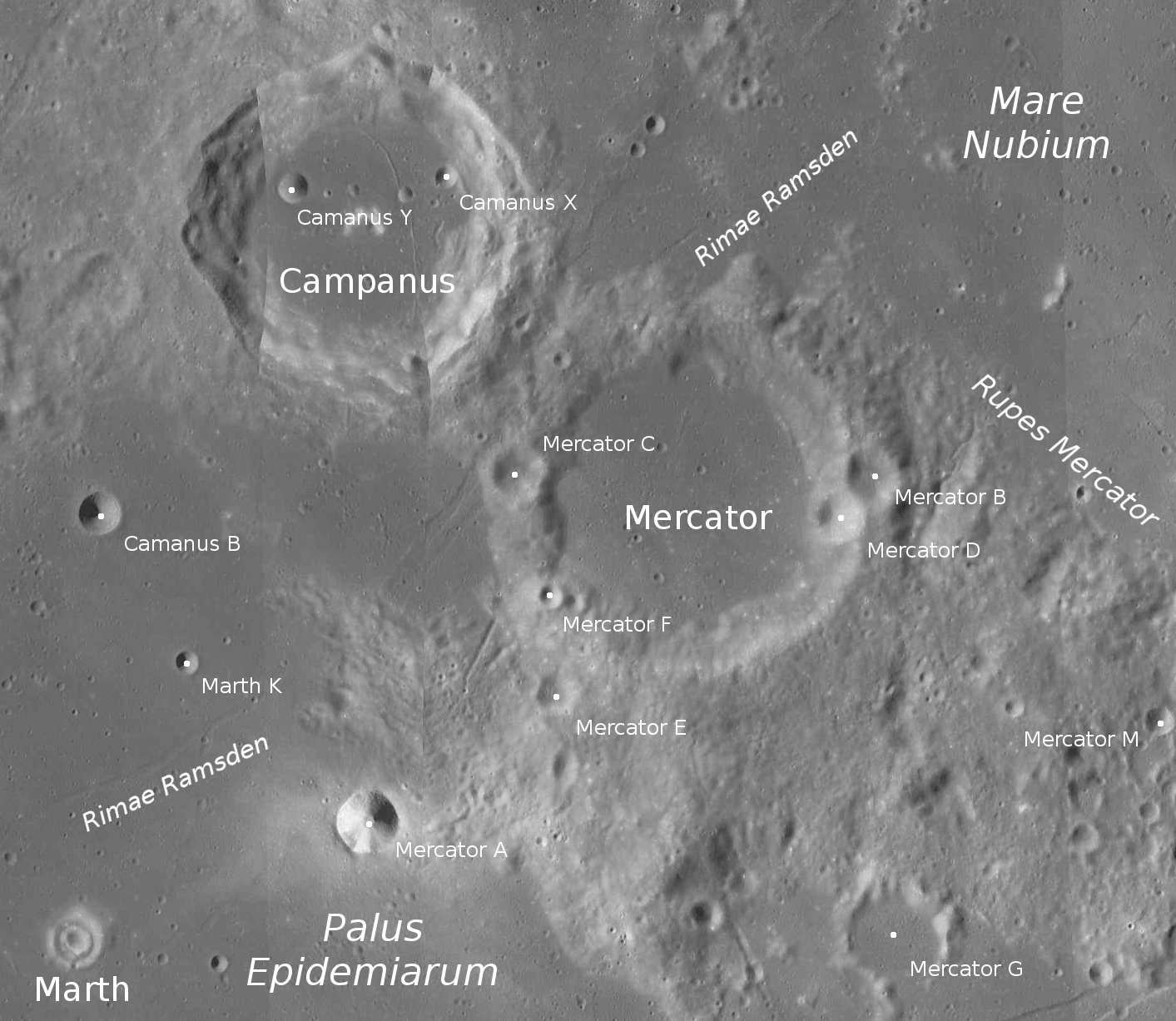
Poloha zlomu Rupes Mercator.

Rupes Mercator je měsíční zlom nacházející se poblíž kráteru Mercator (podle něhož získal své jméno) na jihozápadním okraji Mare Nubium (Moře oblaků) na přivrácené straně Měsíce. Táhne se ze severozápadu na jihovýchod, nedaleko se nachází brázda Rima Hesiodus. Zatopený kráter Kies leží severně. Rupes Mercator má délku cca 180 km. Jeho střední selenografické souřadnice jsou 30,2° J, 22,8° Z.